# Der blinde Mörder
Der blinde Mörder (englisch: The Blind Assassin, 2000) ist ein Roman der Schriftstellerin Margaret Atwood, der im Jahr 2000 mit dem Booker Prize ausgezeichnet wurde. Das Magazin Time zählt den Roman zu den besten 100 englischsprachigen Romanen, die zwischen 1923 und 2005 veröffentlicht wurden. 

## Inhalt
Erzählt wird das Heranwachsen der beiden Industriellentöchter Iris und Laura Chase in der kanadischen Provinz Ontario vor dem Zweiten Weltkrieg. Die von der Außenwelt abgeschirmt aufwachsenden Töchter aus wohlhabender Familie geraten in einen Strudel unheilvoller Ereignisse. Die junge, weltfremde Laura verliebt sich in den kommunistischen Agitator Alex Thomas, der für Brandstiftung an der väterlichen Fabrik verantwortlich gemacht wird. Aber auch für die ältere Schwester Iris ist es anscheinend eine Selbstverständlichkeit, ihm im eigenen Haus Unterschlupf zu gewähren.
Der Vater begeht den folgenschweren Fehler, seine Tochter Iris in die Ehe mit seinem größten wirtschaftlichen Konkurrenten zu geben, einem heuchlerischen, skrupellosen, machthungrigen Mann.  Für die Töchter geht es trotz äußerlich bewahrtem Reichtum nur noch bergab: Der Tod des Vaters, der Ruin der väterlichen Fabrik, eine alptraumhafte Ehe für Iris, Laura landet in einer Klinik. Während all der Jahre läuft eine heimliche, sexuelle Affäre zu dem in den Untergrund gegangenen Alex Thomas. Die Schwestern entfremden sich voneinander, die Ereignisse nehmen ihren Lauf, Laura begeht Selbstmord.
Als alte Frau deckt die Erzählerin  im Rückblick die Geschehnisse auf, die zu der zerrütteten Familiengeschichte geführt haben. Ihr Wunsch ist es, der einzig verbliebenen Enkeltochter Klarheit zu verschaffen, ohne die die Schatten der Vergangenheit nie vergehen werden. Das ist ihre Motivation dafür, den Roman ihres Lebens niederzuschreiben. Zum Ende ihres Lebens ist es ihr zu einem dringenden Bedürfnis geworden, dem Schmerz über das unheilvolle Schicksal Ausdruck zu verleihen. Sie sehnt sich nach dem persönlichen Kontakt zu ihrer Enkelin, von der sie eine Überwindung der düsteren Familiengeschichte erhofft, vielleicht eine postume Absolution, denn auch die Ich-Erzählerin trägt eine Verantwortung am Verlauf der eigenen Lebensgeschichte – eine schmerzhafte Einsicht der alten Frau.

## Struktur
Besonders die verschiedenen Erzählstränge zeichnen den Roman aus:
Die Rahmenerzählung umfasst die Jahre 1998–1999. In der Ich-Perspektive nimmt die hochbetagte Erzählerin eine Rückblende auf ihr Leben vor. Bestimmend für ihr Leben sind die Jahre bis zum Tod ihrer Schwester Laura 1945; demgemäß stellt dieser Zeitraum die Binnenerzählung und zugleich die Haupthandlung dar. Die Jahre 1947–1997 bleiben im Wesentlichen unerwähnt. Was in ihnen geschah, erschließt sich dem Leser nur durch kurze Sequenzen, die das Buch durchziehen (S. 573–582, 632–637, 678–681).
Die Autorin greift auf ein geschicktes Mittel zurück, zu einem frühen Zeitpunkt auf den Fortgang der Handlung zu verweisen, indem sie eine Reihe fiktiver Zeitungsartikel einflicht. Durch sie werden einige Fakten und Eindrücke vermittelt, die für das Verständnis des Geschehens unverzichtbar sind.  Gleichzeitig wird mit diesem Stilmittel fiktiver Zeitungsartikel  eine neue Erzählperspektive geschaffen, die eine geraffte Erzählung mehrerer Jahrzehnte möglich macht und eine detaillierte Schilderung der Ereignisse im späteren Verlauf des Buches überflüssig macht.
Hinzu kommt der Wechsel von zwei Erzählperspektiven, der das gesamte Buch bestimmt:
In immer gleich überschriebenen Kapiteln, die den Titel des Buches tragen („Der blinde Mörder“), wird von einem auktorialen Erzähler die heimliche Liebesaffäre einer jungen Frau zu Alex Thomas geschildert, der sich wegen seiner Verstrickung in kommunistische Kreise versteckt halten muss. Dieses Verhältnis besteht zwischen 1935 und 1939 und endet, als Alex Thomas im Zweiten Weltkrieg stirbt. Der abgeschottete Charakter der heimlichen Treffen und die veränderte Erzählperspektive (auktorialer Erzähler anstelle der Ich-Erzählerin) verstärken den Charakter einer eigenständigen Nebenhandlung, obwohl sie von der Haupthandlung untrennbar ist.
Eine weitere Erzählebene kommt durch die Science-Fiction-Geschichte zustande, die der Liebhaber bei den ansonsten sexuell geprägten Treffen erfindet. Diese Fantasy-Erzählung dient als Parabel über Macht, Gewalt, Sex, Brutalität und Skrupellosigkeit. Die Parallelen dieser „Erzählung in der Erzählung“ zur Haupthandlung des Romans sind offensichtlich. Der Roman enthält somit eine zweite klassische Binnenerzählung und es darf von einer verschachtelten Struktur gesprochen werden.